# Segunda División Peruana 2001
La Segunda División Peruana 2001 fue la 49ª edición de este torneo de ascenso. Tuvo como integrantes a dieciséis equipos del Departamento de Lima. A los trece elencos participantes de la temporada anterior se les unieron Deportivo Municipal -descendido del Campeonato Descentralizado 2000- y 2 equipos que ascendieron desde la Copa Perú 2000: Aurora Chancayllo y la Universidad de San Marcos.
El Campeón del torneo fue el Alcides Vigo, lo que le permitió clasificar a la eliminatoria contra el penúltimo de la Primera División: Deportivo Wanka. Vigo cayo derrotado por 1 -0 y no pudo ascender a la Primera División. Con respecto al descenso, Aurora Chancayllo e Hijos de Yurimaguas debieron retornar a sus ligas de origen.

## Resultados
| Puesto | Equipo                  | J  | G  | E  | P  | GF | GC | DG  | PTS. |
| ------ | ----------------------- | -- | -- | -- | -- | -- | -- | --- | ---- |
| 1      | Alcides Vigo            | 30 | 18 | 8  | 4  | 39 | 18 | +21 | 62   |
| 2      | Deportivo AELU          | 30 | 18 | 5  | 7  | 52 | 28 | +24 | 59   |
| 3      | Bella Esperanza         | 30 | 16 | 7  | 7  | 41 | 25 | +16 | 55   |
| 4      | Guardia Republicana     | 30 | 14 | 11 | 5  | 40 | 26 | +14 | 53   |
| 5      | Universidad San Marcos  | 30 | 14 | 5  | 11 | 39 | 45 | -6  | 47   |
| 6      | Sporting Cristal B      | 30 | 13 | 7  | 10 | 41 | 33 | +12 | 46   |
| 7      | Unión Huaral            | 30 | 11 | 9  | 10 | 39 | 40 | -1  | 42   |
| 8      | Deportivo Municipal     | 30 | 11 | 7  | 12 | 43 | 41 | +2  | 40   |
| 9      | Sport Coopsol           | 30 | 10 | 9  | 11 | 30 | 35 | -5  | 39   |
| 10     | Lawn Tennis Fútbol Club | 30 | 9  | 10 | 11 | 33 | 39 | -6  | 37   |
| 11     | Deportivo Aviación      | 30 | 9  | 9  | 12 | 38 | 37 | +1  | 36   |
| 12     | Virgen de Chapi         | 30 | 10 | 5  | 15 | 39 | 43 | -4  | 35   |
| 13     | Olímpico Somos Perú     | 30 | 9  | 5  | 16 | 32 | 48 | -16 | 32   |
| 14     | América Cochahuayco     | 30 | 6  | 11 | 13 | 30 | 37 | -7  | 29   |
| 15     | Aurora Chancayllo       | 30 | 6  | 10 | 14 | 42 | 52 | -10 | 28   |
| 16     | Hijos de Yurimaguas     | 30 | 3  | 8  | 19 | 25 | 56 | -31 | 17   |

|  | Play Off de ascenso |
|  | Descendidos         |

## Play-off de Ascenso
| 29 de diciembre del 2001, 15:00 | Deportivo Wanka   | 1:0 (0:0, 0:0) | Alcides Vigo | Estadio Alejandro Villanueva, Lima                                      |                                                                         |
|                                 | Jorge Ramírez 97' |                |              | Asistencia: sin datos sobre espectadores Árbitro(s): Ángel Ziani (Perú) | Asistencia: sin datos sobre espectadores Árbitro(s): Ángel Ziani (Perú) |